# Messena conspersa
Messena conspersa är en insektsart som beskrevs av Schmidt 1919. Messena conspersa ingår i släktet Messena och familjen Eurybrachidae. Inga underarter finns listade i Catalogue of Life.